# Eleccions generals paraguaianes de 2023
Les eleccions generals paraguaianes de 2023 van tenir lloc el 30 d'abril del 2023 per a triar el president de la República del Paraguai. Va ser elegit Santiago Peña acompanyat de Pedro Alliana com a vicepresident.